# Reformierte Kirche Wülflingen

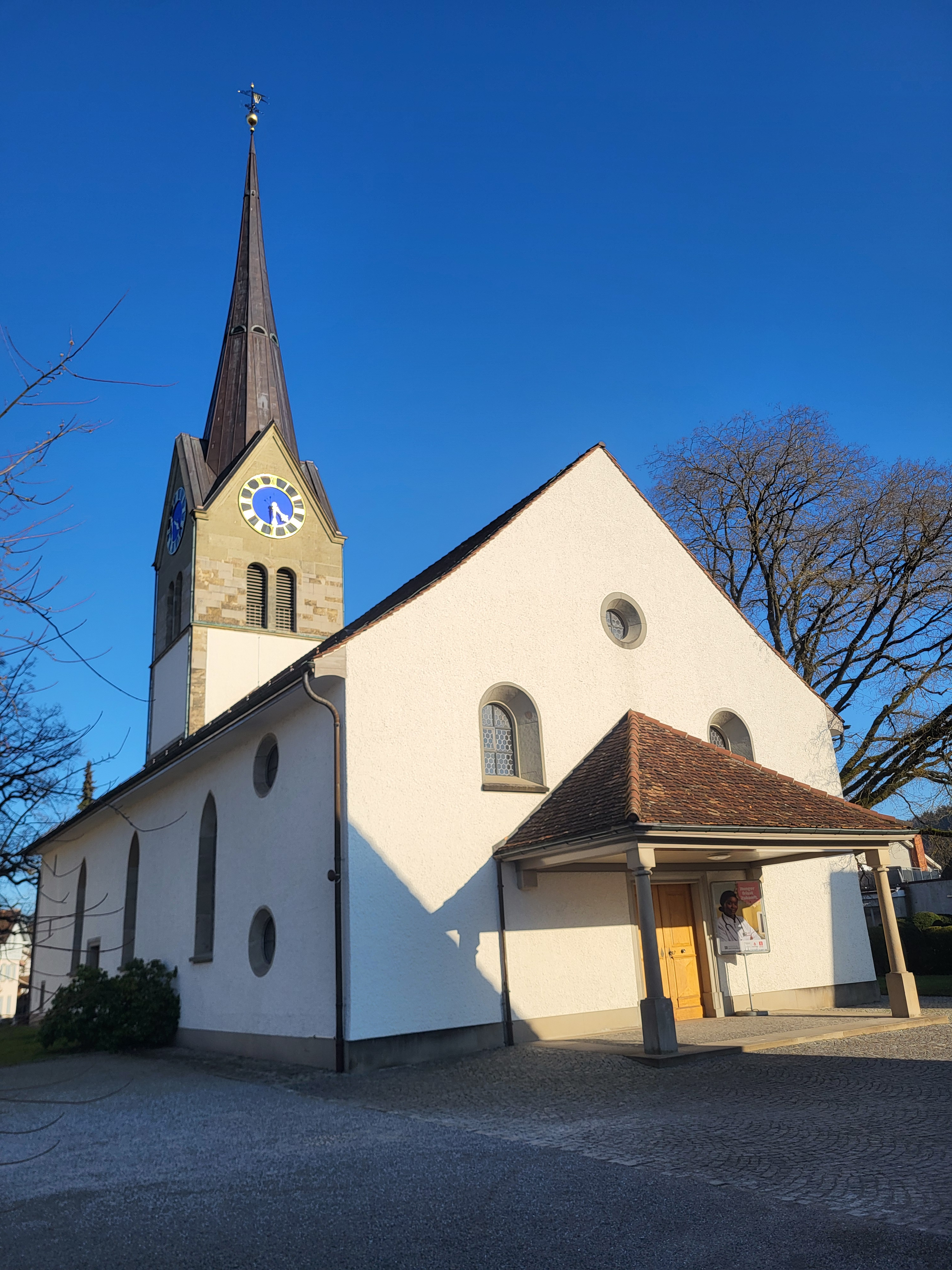
Reformierte Kirche Wülflingen

Die reformierte Kirche Wülflingen ist eine evangelisch-reformierte Saalkirche im Stadtteil Wülflingen der Stadt Winterthur in der Schweiz. Sie liegt leicht erhöht im alten Dorfkern als Bindeglied zwischen dem alten Ober- und Unterdorf. Das Kirchenschiff stammt aus dem 17. Jahrhundert, der Chorturm aus dem 18. Jahrhundert. Die Kirche wird im Schweizerischen Kulturgüterschutzinventar als Objekt von regionaler Bedeutung geführt. 

## Geschichte
Bereits lange vor der Reformation existierten auf dem Gelände der heutigen Kirche fünf Vorgängerbauten. Eine erste Holzkirche dürfte im 7. oder 8. Jahrhundert von den Nachfahren des hier siedelnden Sippenoberhaupts Wolf erbaut worden sein. Wohl im 8. Jahrhundert wurde der Holzbau in zwei Etappen durch eine gleich grosse, aus Stein errichtete Saalkirche ersetzt. Im 10. oder 11. Jahrhundert wurde ein geringfügig grösserer Neubau errichtet. Nachdem dieser bei einem Brand zerstört worden war, entstand um 1200 oder in der ersten Hälfte des 13. Jahrhunderts ein Neubau, der im 14. oder 15. Jahrhundert um gut 5 Meter nach Westen verlängert wurde.

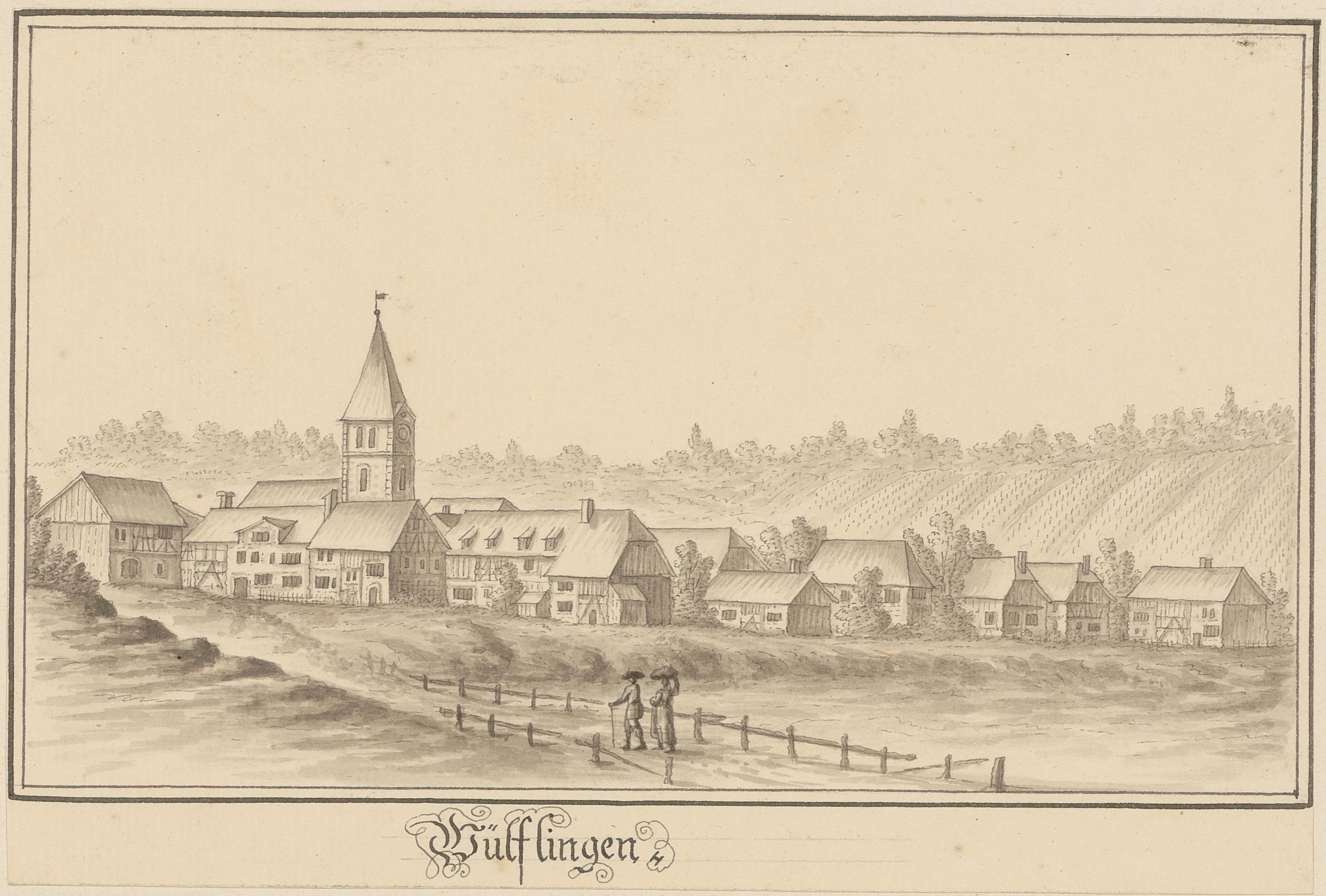
Ansicht von Wüflingen, zwischen 1770 und 1786, links ist die reformierte Kirche mit dem neu errichteten Ostturm zu sehen

Das bestehende Gebäude erwies sich 1641 als baufällig. Dies und die unzureichende Grösse führten 1681 zur Umsetzung eines schon länger geplanten Neubauprojekts. Mit einer Länge von drei Fensterachsen und einem Emporenjoch übertraf das neue Kirchenschiff den Vorgängerbau. Der vorhandene Chorturm aus dem frühen 15. Jahrhundert blieb vorerst bestehen. 1757 wurde er seiner Altersschwäche wegen durch den heute noch erhaltenen Ostturm ersetzt.
1803 wurden der Dachstuhl erneuert und im Schiff eine neue Holzdecke eingezogen, die 1826 durch einen Gipsplafond ersetzt wurde. Gleichzeitig wurde das Kirchenschiff mit dem heute noch vorhandenen klassizistischen Stuckdekor ausgestaltet. Der Turm wurde 1871 im Zusammenhang mit der Anschaffung eines neuen Geläuts mit vier Glocken um rund 12 Meter erhöht und mit vier Zifferblättern versehen. Der Turmhelm wurde in den Jahren 1929/1930 aus ästhetischen Gründen um ca. 4,5 Meter erhöht. 1899 erfolgte eine Innenrenovation, 1905 wurde eine Gasbeleuchtung installiert. Weitere Renovationen und Restaurierungen erfolgten in den Jahren 1913 mit Änderungen an den Fenstern sowie dem Einbau einer Empore im Westteil, 1929/1930 und 1972/1973. Der Kirchturm wurde 2021/2022 renoviert.

## Beschreibung
Das Gotteshaus ist ein schlichter Rechteckbau mit Satteldach und östlich angebautem quadratischem Turmchor. Mit seinem Spitzhelm überragt der Turm das Kirchenschiff um 28,5 Meter und erhebt sich über einem massiven Sandsteinsockel. Die Zifferblätter sind in vier Ziergiebeln untergebracht. Die Sakristei schliesst an der Nordseite bündig und in gleicher Höhe an das Schiff an.

### Inneres

#### Kirchenschiff

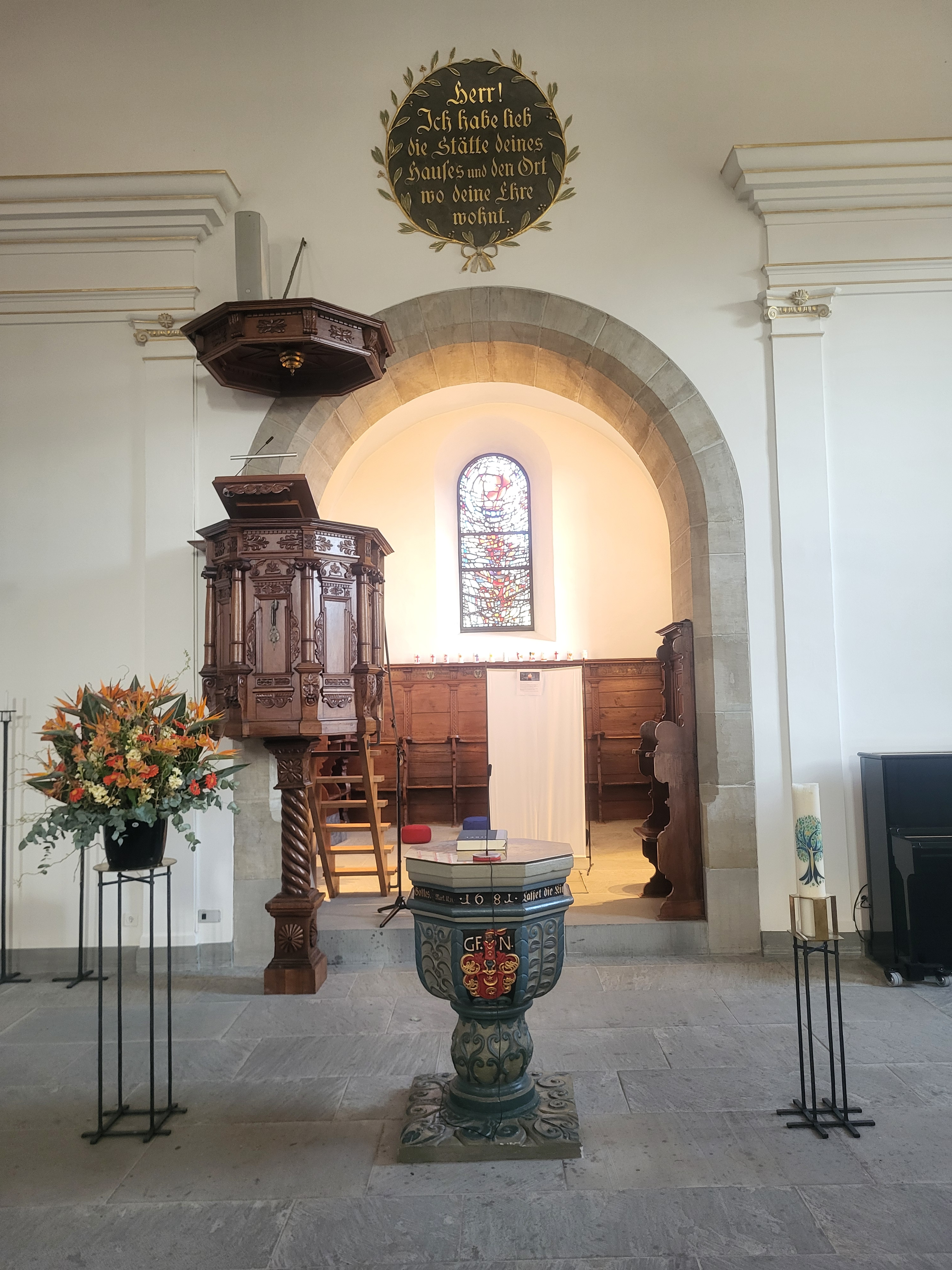
Barocke Holzkanzel mit Schalldeckel, Taufstein, dahinter der kleine Turmchor, über dem Bogen («Herr! Ich habe lieb die Stätte deines Hauses und den Ort wo deine Ehre wohnt.»)

Verschiedene Stücke der Innenausstattung stammen aus der Bauzeit von 1681. Es sind dies die aus Nussbaumholz geschnitzte polygonale Barock-Kanzel auf einer gedrehten Säule und der aus Sandstein gehauene achteckige Taufstein.
Die Kirche verfügt über einen Bestand an Glasgemälden. Die älteste Scheibe datiert von 1670 und stammt aus der Vorgängerkirche. Eine zweite Fensterscheibe zeigt die drei Wappen der Geschlechter Bodmer, Keller und Hofmann und als oberen Abschluss eine Inschrift. Zwei weitere Glasgemälde zierten früher bis 1972 das Rundbogenfenster rechts der Orgel und wurden bei der Neuverglasung der Kirchenfenster 1973 an der Südseite des Schiffs montiert. Eine fünfte Wappenscheibe wurde 1681 von der Grafschaft Kyburg gestiftet.
1888 erfolgte der Einbau der ersten Orgel, die 1913 ersetzt wurde. 1947 wurde abermals eine neue Orgel eingebaut. Sie verfügt über zwei Manuale und 19 Register und stammt von Metzler Orgelbau aus Dietikon. 

#### Chor und Sakristei

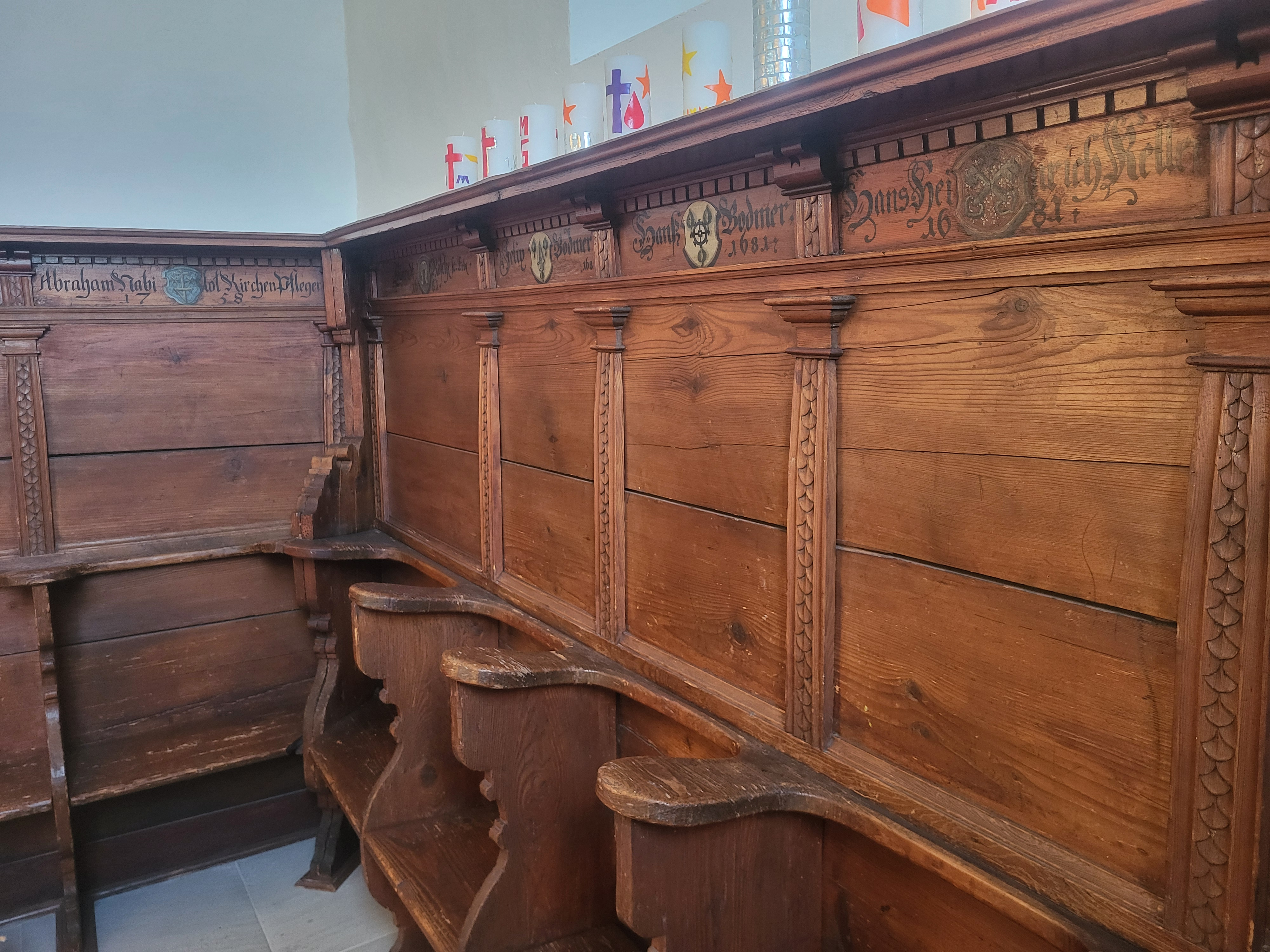
Barockes Chorgestühl mit Inschriften

Sieben der dreizehn Sitze des Chorgestühls aus Tannenholz tragen die Jahreszahl 1681. Das heutige Chorfenster stammt aus dem Jahr 1975 und ersetzte ein Fenster von 1899, das heute im Turmaufgang über der Sakristei platziert ist. Im Sandsteinboden des Chors markieren zwei unverfugte Platten den Einstieg in eine gewölbte Grabkammer aus dem 18. Jahrhundert.

### Umgebung
Nach der Auflösung des Friedhofs bei der Kirche im Jahr 1916 wandelte man das Areal nach und nach um. 1957 machte im Norden des Kirchbezirks die Pfarrscheune dem heutigen Kirchgemeindehaus Platz. Gleichzeitig wurde auch das Sigristhaus gegenüber der Westfassade der Kirche neu errichtet. Der Platz bei der Kirche ist grosszügig gestaltet.
An der Nordseite der Kirche befindet sich das Pfarrhaus. Der dreigeschossige, langgezogene Giebelbau entstand von 1638 bis 1641 durch Vergrösserung eines älteren Gebäudes.